# Вірменія на Європейських іграх 2015
Вірменія на перших Європейських іграх у Баку була представлена 25 атлетами у 8 видах спорту.

## Медалісти
| Медаль | Спортсмен       | Вид спорту             | Дисципліна         | Дата      |
| ------ | --------------- | ---------------------- | ------------------ | --------- |
| Срібло | Мігран Арутюнян | Греко-римська боротьба | Чоловіки, до 66 кг | 14 червня |